# 赤松政範
赤松 政範（あかまつ まさのり）は、戦国時代から安土桃山時代にかけての武将。七条赤松氏。播磨国上月城主。

## 略歴
赤松政元の次男として誕生。父同様、西播磨殿と呼ばれており、武勇も優れていた。思慮分別もある城主ではあったが、物静かな一面も持っていたという。毛利家と織田家との去就に数年かかるほど、先見の明を持ち家臣のことに思いやりを持つ責任感ある武将であると同時に、優柔不断なところもあった。
天正5年（1577年）、羽柴秀吉が約3万の兵で上月城を攻めた時、宇喜多直家の舎弟で沼城主の宇喜多広維の援軍3千と赤松家本隊7千、合計1万の兵で迎え撃った。しかし、織田軍の猛攻凄まじく敗色濃厚となり、先に妻を刺殺し一族郎党と共に自害した。このとき政範に殉じた将士は高島正澄、早瀬正義、宇喜多広維、国府寺入道、中村伊勢入道らであった。
一説に、介錯する家臣に、「わしの首を持って織田方に降伏致せ。されど、筑前（秀吉）殿が降伏を許さないならば、謀略をもって即刻首を討つべし」と言ったという。降将らは政範の首を持参して秀吉及び黒田孝高に助命を乞うたが秀吉軍はこれを拒否し、孝高の命により籠城方は女子供含めて皆殺しにされたと伝わる。